# Loma Hermosa, Veracruz
Loma Hermosa är en ort i Mexiko.   Den ligger i kommunen Juchique de Ferrer och delstaten Veracruz, i den sydöstra delen av landet, 260 km öster om huvudstaden Mexico City. Loma Hermosa ligger 279 meter över havet och antalet invånare är 107.
Terrängen runt Loma Hermosa är kuperad. Runt Loma Hermosa är det ganska tätbefolkat, med 100 invånare per kvadratkilometer. Närmaste större samhälle är Vega de Alatorre, 17,5 km norr om Loma Hermosa. I omgivningarna runt Loma Hermosa växer huvudsakligen savannskog.